# Òmnium Cultural

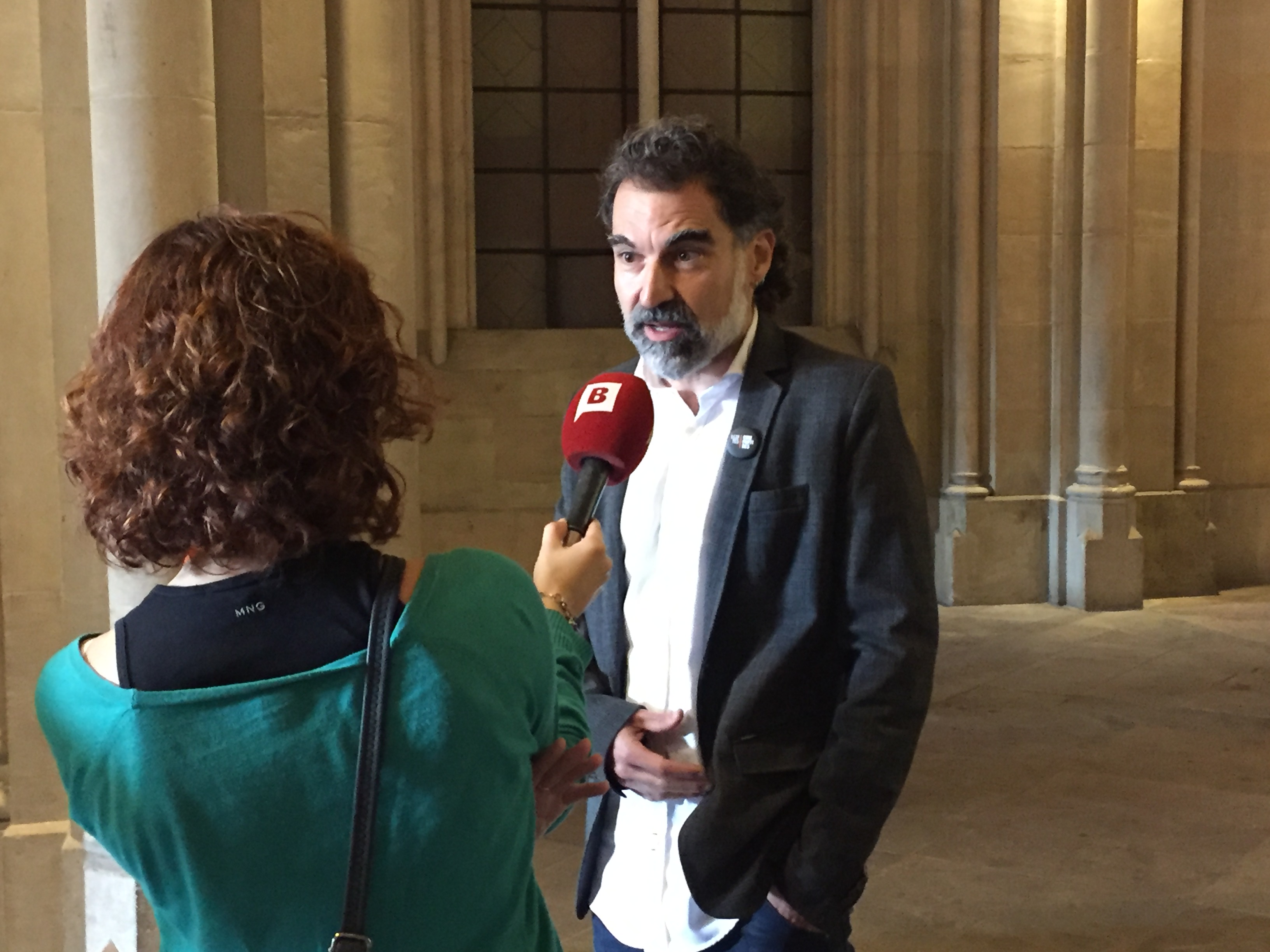
Jordi Cuixart, aktueller Präsident der Kulturorganisation Òmnium Cultural, bei einem Interview

Òmnium Cultural ist eine katalanische Kulturorganisation, die 1961 in Zeiten der Franco-Diktatur in Spanien gegründet wurde, um die katalanische Sprache zu schützen und zu fördern. Zu den weiteren Zielen gehören die Stärkung der katalanischen Kultur, des katalanischen Bildungswesens sowie der gesellschaftliche Zusammenhalt. Später wurde diese Kulturorganisation zunehmend politischer und beteiligte sich ab 2012 maßgeblich an der katalanischen Unabhängigkeitsbewegung.

## Geschichte
Òmnium Cultural wurde am 11. Juli 1961 als Kulturorganisation gegründet. Zu dieser Zeit herrschte der Diktator Franco in Spanien, von dessen Regime die katalanische Sprache und Kultur systematisch unterdrückt wurden. Die Organisation wurde 1963 durch die Franco-Regierung verboten und existierte von 1963 bis 1967 im Verborgenen. Nach langen Gerichtsverhandlungen erlangte Òmnium Cultural 1967 sein Recht zurück, öffentlich aufzutreten.
Òmnium Cultural vergibt jährlich einige der wichtigsten Preise für katalanische Literatur und Theater, wie zum Beispiel den Ehrenpreis für katalanische Literatur, Premi d’Honor de les Lletres Catalanes und die Preise in den Sparten Romane (premi Sant Jordi), Poesie (premi Carles Riba), Kurzgeschichten und Erzählungen (premi Mercè Rodoreda) sowie Theater (premi Frederic Rosa), die auf der Gala Nit de Santa Llúcia verliehen werden.
Die Kulturorganisation setzte sich nach der Franco-Diktatur stark für die katalanischen Autonomierechte ein, dabei wurde die Organisation zunehmend politischer und beteiligte sich ab 2012 maßgeblich an der katalanischen Unabhängigkeitsbewegung, indem sie gemeinsam mit der katalanischen Aktivistenbewegung Assemblea Nacional Catalana (ANC) jährlich Großdemonstrationen mit hunderttausenden Teilnehmern organisiert hat, insbesondere anlässlich des katalanischen Nationalfeiertags (11. September), der Diada Nacional de Catalunya. Seit 2010 ist die Mitgliederzahl von Òmnium Cultural stark angestiegen.

### Rolle in der Katalonien-Krise ab 2017
Im Dezember 2015 wurde Jordi Cuixart mit 19 von insgesamt 24 Stimmen zum Vorsitzenden von Òmnium erklärt.
Òmnium war unter ihm auch treibende Kraft im Vorfeld des umstrittenen (und von der spanischen Justiz als illegal erklärten) Unabhängigkeitsreferendums in Katalonien vom 1. Oktober 2017, wo sie maßgeblich bei der Organisation der Wahl und der in diesem Umfeld veranstalteten Massenkundgebungen mitwirkte; auch in der darauffolgenden Katalonien-Krise spielte die Organisation eine herausragende Rolle.
Am 16. Oktober 2017 wurde Cuixart, zusammen mit dem Präsidenten der katalanischen Bürgerbewegung Assemblea Nacional Catalana, Jordi Sànchez, auf Anordnung der spanischen Justiz festgesetzt; ihnen wurde öffentliche Aufruhr vorgeworfen, sie hätten am 20. und 21. September, im Vorfeld des Referendums, über soziale Netze von 40.000 Personen die Arbeit der Polizei behindert, dabei die von der Justiz angeordnete Festnahme von Organisatoren des Referendums verhindern wollen und auch mutwilligen Sachschaden angerichtet.
Mehrere Anträge auf Freilassung gegen Kaution wurden abgelehnt. Die Unabhängigkeitsbefürworter bezeichnen diese Entscheidung als Repression und die beide Aktivisten als „politische Häftlinge“. Am 14. Oktober 2019 wurde er gemeinsam mit elf weiteren Angeklagten verurteilt und muss für neun Jahre in Haft.

## Struktur
Òmnium Cultural zählte Mitte 2018 über 117.000 Mitglieder und unterhält neben dem Hauptbüro in Barcelona weitere 39 Regionalbüros in ganz Katalonien, auf den Balearen sowie in Valencia und Perpignan (kat: Perpinyà). Die Grundstruktur dieser Kulturinstitution setzt sich zusammen aus der jährlich einberufenen ordentlichen Mitgliederhauptversammlung, die insgesamt 24 Vertreter des Vorstandes wählt. Òmnium Cultural finanziert sich aus den Mitgliedsbeiträgen, Vermögenserträgen, Förderung anerkannter Institutionen, Zuwendungen von Einzelpersonen, Spenden und Nachlässen. Der Haushalt wird jährlich verabschiedet und regelmäßig durch international anerkannte Wirtschaftsprüfer auditiert. Zwischen 2005 und 2012 wurde die Kulturorganisation u. a. auch von der katalanischen Regionalregierung unterstützt.